# Краљевска тужилачка служба
Краљевска тужилачка служба (енгл. Crown Prosecution Service, CPS) предузима гоњење потенцијалних учинилаца кривичних дјела у Енглеској и Велсу.
На њеном челу се налази директор јавних тужилаштава који је непосредно одговоран главном тужиоцу за Енглеску и Велс. Служба има статус неминистарског департмана.

## Историја
Године 1880. именован је први директор јавних гоњења сер John Maule радећи као дио Министарства унутрашњих послова. Основна надлежност му је била да одлучује да ли ће се подизати оптужница у одређеним сложенијим и важнијим предметима. Уколико би одобрио подизање оптужнице даље заступање оптужнице би вршио тзв. трезорски солиситор (енгл. Treasury Solicitor). Полиција је била одговорна за јавно гоњење у свим осталим предметима.
Године 1962. краљевска комисија је предложила полицији да успостави независне тужилачке тимове како би се избјегло да исти полицијски службеници истражују кривична дјела и подижу оптужнице. Међутим, препорука краљевске комисије није била спроведена у цјелокупној полицији и због тога је 1978. успостављена друга краљевска комисија под вођством сер Cyril Philips. Комисија је 1981. препоручила да се формира јединствена Краљевска тужилачка служба одговорна за сва јавна гоњења у Енглеској и Велсу.
Предлог закона је био поднесен 1983. године, а донесен је двије године касније под називом Prosecution of Offences Act 1985. Закон је по први пут успоставио самостално јавно тужилаштво односно Краљевску тужилачку службу под руководством директора јавних тужилаштава (енгл. Director of Public Prosecutions). Служба је сјединила дотадашњи ресор директора јавних гоњења са полицијским тужилачким одјељењима под један кров. Почела је са радом 1986.

## Организација
Рад Краљевске тужилачке службе се одвија кроз 14 тужилачких подручја, а на челу сваког подручја се налази главни краљевски тужилац (енгл. Chief Crown Prosecutor). На челу цјелокупне Краљевске тужилачке службе стоји директор јавних тужилаштава (енгл. Director of Public Prosecutions), а политички изнад њега је министар под називом главни тужилац за Енглеску и Велс (енгл. Attorney General for England and Wales).
Директор поставља краљевске тужиоце и особље Краљевске тужилачке службе уз сагласност Трезора Њеног величанства („министарства финансија”). Самог директора јавних тужилаштава поставља главни тужилац за Енглеску и Велс. Директор је дужан да главном тужиоцу подноси годишње извјештаје који се шаљу на претрес у Парламент Уједињеног Краљевства.
Директор издаје основне смјернице за рад Краљевске тужилачке службе под називом Кодекс за краљевске тужиоце (енгл. Code for Crown Prosecutors). За инспекцијски надзор над јавним тужилаштвом постоји Инспекторат Краљевске тужилачке службе (енгл. Her Majesty's Crown Prosecution Service Inspectorate, HMCPSI) на челу са главним инспектором.